# Scorzonera ovata
Scorzonera ovata là một loài thực vật có hoa trong họ Cúc. Loài này được Trautv. miêu tả khoa học đầu tiên năm 1872.